# Omloop Het Nieuwsblad 2017
La 72.ª edición del Omloop Het Nieuwsblad tuvo lugar el 25 de febrero de 2017 sobre un recorrido de 198,3 km con inicio y final en la ciudad de Gante. La carrera dio comienzo a la temporada de clásicas de pavé.
La carrera fue parte del UCI WorldTour 2017 por primera vez 1.UWT. calendario ciclístico de máximo nivel mundial, siendo la cuarta carrera de dicho circuito. Previamente la carrera había formado parte de la categoría 1.HC en el calendario UCI Europe Tour desde 2005.
La carrera fue ganada por segundo año consecutivo por el belga del equipo BMC Racing Team Greg Van Avermaet que se impuso al sprint a Peter Sagan y a Sep Vanmarcke.

## Recorrido
La salida y la llegada se encontró en la ciudad de Gante sobre una distancia de 198,3 km. El recorrido incluyó 10 tramos llanos de pavé y 13 muros, algunos de ellos con zonas adoquinadas:
| Muros  | Muros          | Muros | Muros        | Muros        | Muros               | Muros                |
| Número | Nombre         | Km    | Tipo         | Longitud (m) | Pendiente media (%) | Pendiente máxima (%) |
| ------ | -------------- | ----- | ------------ | ------------ | ------------------- | -------------------- |
| 1      | Leberg         | 143,9 | asfalto      | 950          | 4.2%                | 13.8%                |
| 2      | Berendries     | 139,8 | asfalto      | 940          | 7%                  | 12.3%                |
| 3      | Tenbosse       | 134,9 | asfalto      | 450          | 6.9%                | 8.7%                 |
| 4      | Eikenmolen     | 129,4 | asfalto      | 610          | 5.9%                | 12.5%                |
| 5      | Muur-Kapelmuur | 117,6 | pavé         | 750          | 9.3%                | 19.8%                |
| 6      | Valkenberg     | 99,9  | asfalto      | 540          | 8.1%                | 12.8%                |
| 7      | Kaperij        | 81,3  | asfalto      | 1.000        | 5.5%                | 9%                   |
| 8      | Kruisberg      | 67    | asfalto/pavé | 1800         | 4.8%                | 9%                   |
| 9      | Taaienberg     | 59,7  | pavé         | 530          | 6.6%                | 15.8%                |
| 10     | Eikenberg      | 54,4  | pavé         | 1200         | 5.2%                | 10%                  |
| 11     | Wolvenberg     | 51,3  | asfalto      | 645          | 7.9%                | 17.3%                |
| 12     | Leberg         | 40,9  | asfalto      | 950          | 4.2%                | 13.8%                |
| 13     | Molenberg      | 35,4  | pavé         | 463          | 7%                  | 14.2%                |

| 1  | Haaghoek           | 146,9 | 2000 |
| 2  | Haaghoek           | 91,9  | 2000 |
| 3  | Donderij           | 64,7  | 800  |
| 4  | Ruiterstraat       | 51,2  | 800  |
| 5  | Karel Martelstraat | 49,9  | 1300 |
| 6  | Holleweg           | 48,5  | 350  |
| 7  | Haaghoek           | 43,9  | 2000 |
| 8  | Paddestraat        | 30,5  | 2300 |
| 9  | Lippenhovestraat   | 27,8  | 1300 |
| 10 | Lange Munte        | 20,8  | 2500 |

## Equipos participantes
| WorldTeams (15)- AG2R La Mondiale - Astana - Bahrain-Merida - BMC Racing Team - Bora-Hansgrohe - Cannondale-Drapac - FDJ - Katusha-Alpecin - Lotto NL-Jumbo - Lotto-Soudal - Orica-Scott - Quick-Step Floors - Sky - Team Sunweb - Trek-Segafredo Equipos continentales profesionales (10)- Aqua Blue Sport - Cofidis, Solutions Crédits - Direct Énergie - Fortuneo-Vital Concept - Israel Cycling Academy - Roompot-Nederlandse Loterij - Sport Vlaanderen-Baloise - Verandas Willems-Crelan - Wanty-Groupe Gobert - WB-Veranclassic-Aqua Protect |
| |

## Clasificaciones finales
- Las clasificaciones finalizaron de la siguiente forma:[1]

### Clasificación general
| \| Clasificación general \| Clasificación general \| Clasificación general \| Clasificación general \| Clasificación general \| \| Ciclista \| Ciclista \| Equipo \| Tiempo \| \| \| --------------------- \| --------------------- \| --------------------- \| --------------------- \| --------------------- \| \| 1.º \| Greg Van Avermaet \| BMC Racing Team \| 4 h 55 min 06 s \| \| \| 2.º \| Peter Sagan \| Bora-Hansgrohe \| + 0 s \| \| \| 3.º \| Sep Vanmarcke \| Cannondale-Drapac \| + 0 s \| \| \| 4.º \| Fabio Felline \| Trek-Segafredo \| + 45 s \| \| \| 5.º \| Oscar Gatto \| Astana \| + 52 s \| \| \| 6.º \| Luke Rowe \| Team Sky \| + 52 s \| \| \| 7.º \| Oliver Naesen \| AG2R La Mondiale \| + 52 s \| \| \| 8.º \| Jasper Stuyven \| Trek-Segafredo \| + 52 s \| \| \| 9.º \| Matteo Trentin \| Quick-Step Floors \| + 56 s \| \| \| 10.º \| Adrien Petit \| Direct Énergie \| + 58 s \| \| \| 11.º \| Frederik Backaert \| Wanty-Groupe Gobert \| + 58 s \| \| \| 12.º \| Mike Teunissen \| Team Sunweb \| + 58 s \| \| \| 13.º \| Philippe Gilbert \| Quick-Step Floors \| + 58 s \| \| \| 14.º \| Zdeněk Štybar \| Quick-Step Floors \| + 58 s \| \| \| 15.º \| Jürgen Roelandts \| Lotto-Soudal \| + 1 min 02 s \| \| \| 16.º \| Magnus Cort \| Orica-Scott \| + 2 min 41 s \| \| \| 17.º \| Marcus Burghardt \| Bora-Hansgrohe \| + 2 min 41 s \| \| \| 18.º \| Timo Roosen \| LottoNL-Jumbo \| + 2 min 44 s \| \| \| 19.º \| Matti Breschel \| Astana \| + 2 min 44 s \| \| \| 20.º \| Arnaud Démare \| FDJ \| + 2 min 44 s \| \| |                   |                     |                 |
| |                   |                     |                 |
| Fuente: ProCyclingStats |                   |                     |                 |
| Clasificación general |                   |                     |                 |
| Ciclista | Ciclista          | Equipo              | Tiempo          |
| 1.º | Greg Van Avermaet | BMC Racing Team     | 4 h 55 min 06 s |
| 2.º | Peter Sagan       | Bora-Hansgrohe      | + 0 s           |
| 3.º | Sep Vanmarcke     | Cannondale-Drapac   | + 0 s           |
| 4.º | Fabio Felline     | Trek-Segafredo      | + 45 s          |
| 5.º | Oscar Gatto       | Astana              | + 52 s          |
| 6.º | Luke Rowe         | Team Sky            | + 52 s          |
| 7.º | Oliver Naesen     | AG2R La Mondiale    | + 52 s          |
| 8.º | Jasper Stuyven    | Trek-Segafredo      | + 52 s          |
| 9.º | Matteo Trentin    | Quick-Step Floors   | + 56 s          |
| 10.º | Adrien Petit      | Direct Énergie      | + 58 s          |
| 11.º | Frederik Backaert | Wanty-Groupe Gobert | + 58 s          |
| 12.º | Mike Teunissen    | Team Sunweb         | + 58 s          |
| 13.º | Philippe Gilbert  | Quick-Step Floors   | + 58 s          |
| 14.º | Zdeněk Štybar     | Quick-Step Floors   | + 58 s          |
| 15.º | Jürgen Roelandts  | Lotto-Soudal        | + 1 min 02 s    |
| 16.º | Magnus Cort       | Orica-Scott         | + 2 min 41 s    |
| 17.º | Marcus Burghardt  | Bora-Hansgrohe      | + 2 min 41 s    |
| 18.º | Timo Roosen       | LottoNL-Jumbo       | + 2 min 44 s    |
| 19.º | Matti Breschel    | Astana              | + 2 min 44 s    |
| 20.º | Arnaud Démare     | FDJ                 | + 2 min 44 s    |

## UCI World Ranking
La Omloop Het Nieuwsblad otorga puntos para el UCI WorldTour 2017 y el UCI World Ranking, este último para corredores de los equipos en las categorías UCI ProTeam, Profesional Continental y Equipos Continentales. Las siguientes tablas son el baremo de puntuación y los corredores que obtuvieron puntos:
| Posición   | 1º  | 2º  | 3º  | 4º  | 5º  | 6º  | 7º | 8º | 9º | 10º |
| Puntuación | 300 | 250 | 215 | 175 | 120 | 115 | 95 | 75 | 60 | 50  |

| 1.º  | Greg Van Avermaet | BMC Racing        | 300 |
| 2.º  | Peter Sagan       | Bora-Hansgrohe    | 250 |
| 3.º  | Sep Vanmarcke     | Cannondale-Drapac | 215 |
| 4.º  | Fabio Felline     | Trek-Segafredo    | 175 |
| 5.º  | Oscar Gatto       | Astana            | 120 |
| 6.º  | Luke Rowe         | Sky               | 115 |
| 7.º  | Oliver Naesen     | Ag2r La Mondiale  | 95  |
| 8.º  | Jasper Stuyven    | Trek-Segafredo    | 75  |
| 9.º  | Matteo Trentin    | Quick-Step Floors | 60  |
| 10.º | Adrien Petit      | Direct Énergie    | 50  |